# Sumi Aktar
Sumi Aktar (* 8. Oktober 1997) ist eine bangladeschische Leichtathletin, die sich auf den Mittel- und Langstreckenlauf fokussiert hat.

## Sportliche Laufbahn
Erste internationale Erfahrungen sammelte Sumi Aktar im Jahr 2016, als sie bei den Südasienspielen in Guwahati im 800-Meter-Lauf in 2:28,64 min den achten Platz belegte und über 5000 Meter nach 21:17,60 min Rang sechs erreichte. Zudem gewann sie mit der bangladeschischen 4-mal-400-Meter-Staffel in 3:53,27 min die Bronzemedaille hinter den Teams aus Indien und Sri Lanka. Im Jahr darauf schied sie bei den Asienmeisterschaften in Bhubaneswar mit 2:26,48 min über 800 Meter in der ersten Runde aus und 2018 wurde sie bei den Hallenasienmeisterschaften in Teheran in 2:42,23 min Achte über 800 Meter und schied im 400-Meter-Lauf mit 61,69 s im Vorlauf aus. Beide Zeiten stellten einen neuen Landesrekord in der Halle dar. Im August nahm sie erstmals an den Asienspielen in Jakarta teil, schied aber über beide Distanzen mit 57,16 s und 2:26,59 min im Vorlauf aus. 2019 erreichte sie bei den Südasienspielen in Kathmandu in 61,91 s den sechsten Platz über 400 Meter und erreichte mit der Staffel in 4:00,55 min Rang vier.
2019 wurde Aktar bangladeschische Meisterin im 400-Meter-Lauf.

## Persönliche Bestleistungen
- 400 Meter: 57,16 s, 25. August 2018 in Jakarta
  - 400 Meter (Halle): 61,69 s, 1. Februar 2018 in Teheran (Landesrekord)
- 800 Meter: 2:26,48 min, 8. Juli 2017 in Bhubaneswar
  - 800 Meter (Halle): 2:42,23 min, 1. Februar 2018 in Teheran (Landesrekord)
- 5000 Meter: 21:17,60 min, 9. Februar 2016 in Guwahati